# Булгакова, Матильда Михайловна
Мати́льда Миха́йловна Булга́кова  (13 февраля 1919, Москва — 10 июня 1998, Москва) — советская художница и педагог.

## Биография
Родилась 13 февраля 1919 года, в семье поэта и драматурга Михаила Петровича Гальперина (1882—1944) и Александры Борисовны Гальпериной (1894—1956).
По окончании средней школы училась в Центральной студии изобразительных искусств ВЦСПС.
В 1938 поступила в Московский Художественный институт им. В. И. Сурикова. В 1941 году вышла замуж за художника Василия Булгакова. В этом же году в их семье родилась дочь Татьяна. Во время Великой Отечественной войны, находясь в эвакуации, работала воспитателем Караидельского детского дома (Башкортостан).
В 1946 году, М. Булгакова становится членом Московского Товарищества Художников.
С 1947 года продолжила прерванные войной занятия в институте им. В. И. Сурикова и окончила его в 1949 году. Её учителями были И. Э. Грабарь, А. А. Осмёркин, М. П. Бобышов, М. И. Курилко.
В 1950 году была принята в члены МОСХа.
С 1962—1986 год работала педагогом живописи в Московском академическом художественном училище памяти 1905 года. За годы работы в училище воспитала множество талантливых художников.
Умерла Матильда Михайловна 10 июня 1998 года в Москве. Похоронена на Новодевичьем кладбище.

### Семья
- Муж — Василий Иванович Булгаков (1917—1970), художник[1], дочери — Татьяна Васильевна Рыхлова-Правдина (1941—2002), журналистка, и Ольга Васильевна Булгакова (род. 1951), художница.
- Двоюродный брат — Евгений Яковлевич Улицкий (1916—?), учёный в области сельскохозяйственной технологии, доктор технических наук, отец писательницы Людмилы Улицкой.

### Избранные каталоги выставок
- Выставка живописи группы московских художников. Москва, 1954, с. 4
- Весенняя выставка МОССХ. Москва, 1955, с. 13
- Выставка живописи и графики московских художников, Москва, 1956, с. 9
- Выставка «Москва социалистическая в произведениях московских художников». Москва, 1957, с. 22
- Выставка произведений женщин-художников г. Москвы к 50-летию Международного женского дня. Москва, 1960, с.8
- Выставка произведений московских художников. Москва, 1961, с. 7
- Выставка живописи и скульптуры московских художников. Москва, 1962, с. 5
- Выставка работ художников В. С. Бибикова, М. М. Булгаковой, И. Н. Поповой, З. О. Правдиной, Е. М. Родионовой. Москва, 1963, с. 2
- Выставка живописи московских художников к XXIII съезду КПСС. Москва, 1966, с. 5, илл.
- Выставка «Художники Москвы — 50-летию Октября». Москва, 1967, с.12